# Monok család
A monoki nemes és báró Monoky család (más néven Monaky család) egyike volt a legrégibb magyar nemzetségeknek, akik a 14. század óta Monok település birtokosai voltak.
Családi címerük és annak szövege – „Hűséggel és vitézséggel” – egyik ősüknek a Szent István király koronázását követő lovagi tornán tanúsított bátorságának emlékét őrzi.

## Története
A család első ismert tagja Monoky László, aki már a család előnevét is viselte, 1310 és 1333 között említik a nevét a feljegyzések. Fiai közül Mihály Sáros vármegye alispánja, míg Simon altárnokmester volt. Mihály fia, Sandrin asztalnokmester, Sandrin fiai közül István fehérvári őrkanonok volt, Péter pedig Szabolcs vármegye főispáni székében ült. Egy később élt családtag, az 1598-ban elhunyt János Fülek várának a kapitánya volt. János unokája, Mihály ónodi kapitány volt, 1625-ben bárói címet kapott II. Ferdinándtól saját maga és családja részére.

## A család nevesebb tagjai
Illés de Monak (fl. 1277)
László Monoky (fl. 1310-1333)
- Mihály Monoky (fl. 1362), Sáros vármegye alispánja
  - Sandrin de Monok (fl. 1395), asztalnokmester
  - István Monoky, Fehérvár őrkanonok
  - Péter de Dob (fl. 1373-1406), Szabolcs vármegye főispánja
  - Ilona Monoky (fl. 1367-1400), László IV Tornai felesége

- Simon Monoky (fl. 1349-1370), altárnokmester
- János Monoky († 1598), 1593-ban füleki kapitány volt
- báró Mihály Monoky de Monok († 1644), 1607-ben ónodi kapitány volt, 1625-ben a bárók sorába emeltetett
- Ferencz Monoky, Abaúj vármegye alispánja
- Ferencz Monoki (fl. 1703-1709), kuruc, 1703-ban Rákóczy mellett látjuk harczolni

## Fordítás
Ez a szócikk részben vagy egészben  a   House of Monok című angol Wikipédia-szócikk ezen változatának fordításán alapul.  Az eredeti cikk szerkesztőit annak laptörténete sorolja fel. Ez a jelzés csupán a megfogalmazás eredetét és a szerzői jogokat jelzi, nem szolgál a cikkben szereplő információk forrásmegjelöléseként.